# Noah Taylor
Noah George Taylor (sinh ngày 4 tháng 9 năm 1969) là một nam diễn viên người Anh.
Ông được biết đến với những vai như: Locke trong Game of Thrones, Mr. Bucket trong Charlie and the Chocolate Factory.